# Ariamnes schlingeri
Ariamnes schlingeri är en spindelart som först beskrevs av Harriet Exline och Levi 1962.  Ariamnes schlingeri ingår i släktet Ariamnes och familjen klotspindlar.
Artens utbredningsområde är Peru. Inga underarter finns listade i Catalogue of Life.